# Soosiulus sermuncula
Soosiulus sermuncula är en insektsart som först beskrevs av Melichar 1932.  Soosiulus sermuncula ingår i släktet Soosiulus och familjen dvärgstritar. Inga underarter finns listade i Catalogue of Life.